# Euseius aizawai
Euseius aizawai är en spindeldjursart som först beskrevs av Ehara och Bhandhufalck 1977.  Euseius aizawai ingår i släktet Euseius och familjen Phytoseiidae. Inga underarter finns listade i Catalogue of Life.